# Бич Ігор Геннадійович
Ігор Геннадійович Бич (нар. 14 липня 1990) — український футбольний арбітр. У 2018 році розпочав обслуговувати футбольні матчі чемпіонату України у першій лізі.